# 張馥堂
張馥堂（1938年10月9日—），戰後台灣政治人物，板橋市人，政治立場主張兩岸統一，曾經擔任中華統一促進黨黨主席。
國立中興大學地政學系畢業，歷任台灣省政府住宅及都市發展局工程師、台北縣板橋市第四屆與第五屆市長。中華民國第二屆與第三屆國民大會代表暨主席團主席、台灣土地開發信託投資公司專任董事與代理董事長、新黨創黨發起人之一、親民黨創黨發起人之一。

## 资料来源
1. ↑  . db.cec.gov.tw.   [2017-09-27]. （原始内容存档于2017-09-28）.

- 張馥堂：兩岸要和平統一　一國兩制最好 （页面存档备份，存于）